# Vẹt trụ
Vẹt trụ hay còn gọi vẹt khang (danh pháp khoa học: Bruguiera cylindrica) là một loài thực vật có hoa trong họ Rhizophoraceae. Loài này được (L.) Blume miêu tả khoa học đầu tiên năm 1827.